# 岩手県運転免許試験場
岩手県運転免許試験場（いわてけんうんてんめんきょしけんじょう）は、岩手県盛岡市にある、岩手県警察が管理する運転免許試験場。

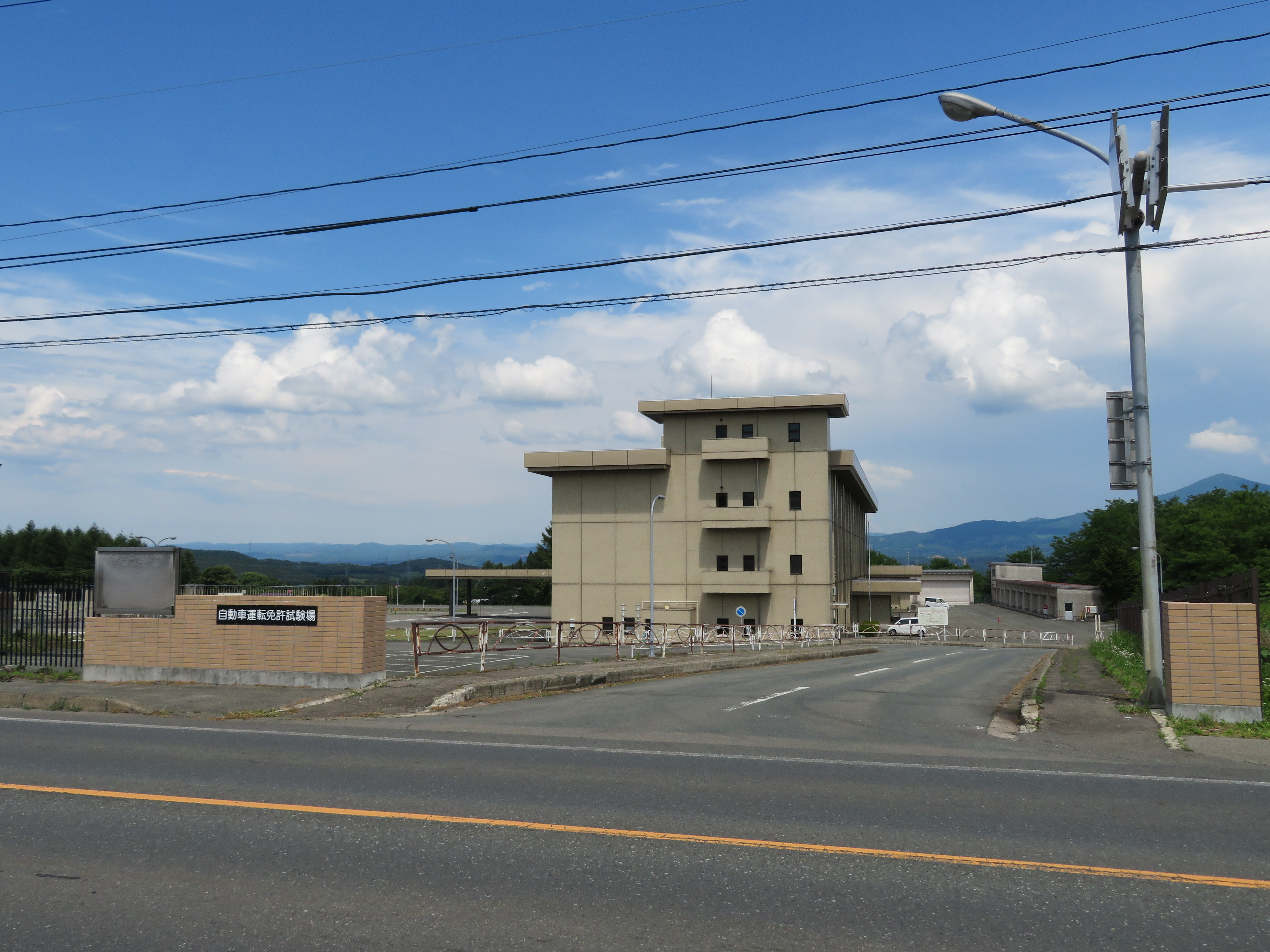
岩手県運転免許試験場

## 所在地
- 〒028-4134 岩手県盛岡市下田字仲平183番地1（国道282号沿い）

### アクセス
- 岩手県北バス経路番号:Aの路線（八幡平マウンテンホテル行・平舘駅前行）に乗車し、「運転免許試験場前」バス停下車。
- 東北自動車道滝沢ICまたは西根ICにて下車、国道282号へ入り約10分（滝沢市「分かれ南」交差点の国道4号側に当試験場への案内標識あり）。
- JR花輪線・IGRいわて銀河鉄道線好摩駅よりタクシーで約15分。

## 主な業務内容
- 技能試験を伴う運転免許更新・新規交付手続き、および違反者講習・免許停止および取り消し処分者講習・交通反則金納付を取り扱う（ただし積雪期となる12月1日から翌年3月31日は二輪車の技能試験を実施しない）。なお、盛岡東・盛岡西・紫波3警察署管内住民登録者の場合、技能試験を伴わない（筆記試験・視力検査・運転適性検査のみの）新規交付手続き・運転免許更新（違反運転者講習を受講対象となっている者は除く）は当試験場ではなく、アイーナ1階にある盛岡運転免許センターにて取り扱う（盛岡東・盛岡西・紫波3署の窓口では運転免許更新・交付手続きを実施していない）。
- 当試験場内コースでは職業運転者（プロドライバー）を対象とした冬道安全運転訓練、緊急自動車を保有している県内事業所（主に電気・ガス・水道・電話・鉄道の各事業者や輸血用血液供給センター）従業員を対象とした緊急車両運転技能習熟訓練、バス&トラックドライバーコンテスト岩手県大会、岩手県警の警察官を対象とした（パトカーなどの）車両緊急走行技能習熟訓練・警備訓練・白バイ運転競技会も行われている。

## その他
- 当試験場は盛岡地区の自動車教習所職員及び教習所通学者の間では（隣の滝沢市にある地名）「一本木」（または「一本木試験場」）という通称名が用いられることが多い。
- 取り消し処分者講習のうち（飲酒運転により免許を取り消された人を対象にした）「飲酒取り消し処分者講習」は当試験場の他、岩手県警より「飲酒取り消し処分者講習機関」の指定を受けている県内7カ所の指定自動車教習所（盛岡市：「中央自動車学校」・「盛岡南ドライビングスクール」。北上市：「北上自動車学校」。奥州市：「水沢自動車学校」。西磐井郡平泉町：「平泉ドライビングスクール」。一関市(旧東磐井郡)：「千厩自動車学校」。陸前高田市：「陸前高田ドライビングスクール」）でも実施している（取り消し処分者講習は「飲酒運転による免許取り消し」と「飲酒以外の交通違反累積による免許取り消し」とで講習内容・日程・受講費用が異なる）。

## 周辺環境
- 陸上自衛隊岩手駐屯地
- 岩手山
- 国立岩手山青少年交流の家
- ユートランド姫神
- 畠山自動車教習所（届出自動車教習所）
- STモータースクール北校（滝沢本校。岩手県公安委員会指定自動車教習所）
- 盛岡東警察署好摩駐在所
- 盛岡西警察署一本木駐在所
- 岩手県警機動隊滝沢主幹基地&訓練場（岩手県警察学校敷地内より移転）
- 岩手産業文化センター「アピオ」

※その他、近隣には（違反者講習・取り消し処分者講習・飲酒取り消し処分者講習・技能試験を伴う運転免許交付手続きを受ける目的で）遠方から当試験場を訪れる人々が宿泊可能な旅館も多く立地している。

## 岩手県内にある運転免許試験場
- 県北運転免許センター（久慈市・久慈警察署敷地内）
- 県南運転免許センター（胆沢郡金ケ崎町）
- 沿岸運転免許センター（釜石市・釜石警察署敷地内）
- 盛岡運転免許センター（盛岡市・盛岡駅西口「アイーナ」1階。県公安委員会および県警運転免許課事務所併設）